# محمد نصرات
محمد نصرات (مواليد 14 يوليو 1960) هو مخرج أفلام وكاتب سيناريو مغربي، بدأ مسيرته الفنية من خلال الموسيقى لكنه، غير توجهه نحو السينما، فقام بإخراج عدد مهم من الأفلام السينمائية والمسلسلات التلفزيونية المغربية، وعمل بشكل مكثف كمساعد للعديد من المخرجين العالميين.

## مشواره الفني
ولد محمد نصرات سنة 1960 بمدينة سلا. درس الأدب الإنجليزي بجامعة محمد الخامس بالرباط، بداياته الفنية كانت في الموسيقى قبل أن يقرر تغيير مهنته إلى السينما، شارك بالتمثيل بأدوار ثانوية في مجموعة من الأفلام، ثم اتجه للإخراج كمساعد لمجموعة من المخرجين العالمين مثل ريدلي سكوت وأوليفر ستون. قبل أن يشارك في كتابة فيلمه الأول شغف البارود وأخرجه عام 2010.

## أعماله
- 2010: جحا يا جحا 2
- 2013: الصرخة الأخيرة
- 2019: من رمل ونار (مساعد مخرج)
- 2019: الدنيا دوارة
- 2020: ياقوت وعنبر
- 2021: حديدان وبنت الحراز

## وصلات خارجية
- محمد نصرات على موقع IMDb (الإنجليزية)
- محمد نصرات على موقع قاعدة بيانات الأفلام العربية
- محمد نصرات على موقع قاعدة بيانات الفيلم (الإنجليزية)